# 340 TCN
340 TCN là một năm trong lịch La Mã.